# Claudiu Răducanu
Claudiu Nicu Răducanu (* 3. Dezember 1976 in Craiova, Kreis Dolj) ist ein ehemaliger rumänischer Fußballspieler. Er bestritt insgesamt 165 Spiele in der rumänischen Liga 1 und der spanischen Primera División. Im Jahr 2001 gewann er mit Steaua Bukarest die rumänische Meisterschaft und in der Saison 2002/03 wurde er bester Torschütze der Divizia A. Seine Spielposition ist der Angriff.

## Spielerkarriere
Claudiu Răducanu begann mit dem Fußballspielen im Jahr 1993 bei dem Schülersportklub seiner Heimatstadt. Ein Jahr später wechselte er zu Electroputere Craiova, das sich 1998 in FC Extensiv Craiova umbenannte. Sein erstes Spiel in der Divizia A bestritt er im Alter von 17 Jahren am 24. September 1994 bei der Niederlage gegen FC Inter Sibiu. Bevor FC Extensiv am Ende der Saison 1999/2000 nach nur einem Jahr in der ersten Liga wieder in die Divizia B absteigen musste, verließ Răducanu Craiova in der Winterpause in Richtung Steaua Bukarest. Dort avancierte er zum Nationalspieler und wechselte Ende 2003 für knapp 1,5 Mio. € zum spanischen Erstligisten Espanyol Barcelona. In Spanien konnte er in der Rückrunde den Klassenerhalt von Espanyol Barcelona in der Primera División sichern. Dies weckte das Interesse von Arminia Bielefeld, die den Spieler in der Saison 2004/05 für 200.000 € ein Jahr ausliehen. Hier allerdings konnte er keine Erfolge feiern und kam nur zu fünf Saisoneinsätzen für Arminia. Deshalb entschied sich der Klub, die zuvor ausgehandelte Kaufoption nicht zu ziehen, und so kehrte Răducanu nach Spanien zurück. Doch spielte er in den Planungen des damaligen Trainer Miguel Ángel Lotina keine Rolle mehr.
Daher kehrte Răducanu im Sommer 2005 wieder nach Rumänien zurück. In der Hinrunde 2005/06 spielte er beim FC Vaslui in der Divizia A und anschließend beim benachbarten FCM Huși in der Divizia C. Dort blieb er aber nicht lange, da es ihn Anfang 2006 in die Volksrepublik China zum Zweitligisten Guangzhou Pharmaceutical FC zog. Im Januar 2007 wechselte Răducanu zurück nach Europa zu dem zypriotischen Erstligisten Nea Salamis Famagusta. Auf der Suche nach einem neuen Verein nahm er im Oktober 2007 an einem Probetraining bei Sorrento Calcio 1945 aus der italienischen Serie C teil. Von Anfang bis Mitte 2008 spielt Răducanu bei dem rumänischen Erstligisten Universitatea Cluj, konnte dessen Abstieg in die Liga II jedoch nicht verhindern. Anschließend wechselte er für ein Jahr zu dem aserbaidschanischen Erstligisten FK Xəzər Lənkəran. Im Mai 2009 wurde bekannt, dass Răducanu in der Saison 2009/10 bei dem Aufsteiger in die Liga II Gaz Metan CFR Craiova spielen wird.

## Nationalmannschaft
Răducanu absolvierte zwei Länderspiele für die rumänische Fußballnationalmannschaft, beide im Jahr 2003.

## Erfolge
- Rumänischer Meister: 2001
- Rumänischer Torschützenkönig: 2003

## Privates
Răducanu ist seit Mai 2009 geschieden und hat einen Sohn.